# 디스팅티브 소프트웨어
디스팅티브 소프트웨어 주식회사(Distnctive Software Inc.)는 캐나다의 게임 개발사로, 상호명은 언리미트 소프트웨어(Unlimited Software Inc.)이다.
주로 다른 플랫폼의 게임을 또다른 플랫폼으로 이식시키기를 하였으나, 테스트 드라이브(2탄까지)와 하드볼, 스턴츠(Stunts)와 같은 게임도 제작하였다.
1991년에 일렉트로닉 아츠사에 흡수되어, EA 캐나다로 바뀌었다. 직원들 몇 명은 아직도 니드 포 스피드 시리즈의 개발에 참여하고 있다.

## 제작한 게임
- 4D 스포츠 테니스
- 하드볼 - 1985년
- 어콜라드 코믹스 - 1987년
- 테스트 드라이브 - 1987년
- 에스 오브 에이스 - 1987년
- 그랜드프리스 서킷 - 1988년
- 에프터 버너 - 1988년
- 더 사이클스: 인터내셔널 그랜드프리스 레이싱 - 1989년
- 아웃런- 1989년
- 테스트 드라이브 2: 더 듀얼 - 1989년
- 얼터러드 비스트 - 1990년
- 닌가거북이 - 1990년
- 매탈 기어 - 1990년
- 슈퍼 C - 1990년
- 스턴츠 - 1990년
- 윙 오브 퓨리 - 1990년
- 캐슬베니아 - 1990년
- 미션: 임파서블 - 1991년
- 4D 스포츠 복싱 - 1991년 6월 15일